# Thorvald Eigenbrod
Jakob Thorvald Eigenbrod (2. prosinca 1892. — 5. svibnja 1977.) je bivši danski hokejaš na travi.
Osvojio je srebrno odličje na hokejaškom turniru na Olimpijskim igrama 1920. u Antwerpenu (Anversu) igrajući za Dansku. 

## Vanjske poveznice
- Profil na Database Olympics
- Profil na Sports Reference.com  Arhivirana inačica izvorne stranice od 13. prosinca 2012. (Wayback Machine)